# 我是马布里
《我是马布里》（英語：My Other Home），是一部于2017年上映的篮球励志电影，也是斯蒂芬·马布里的自傳。由斯蒂芬·马布里、吴尊、何冰、郑秀妍、锦荣、高以翔、王阳明、高云翔领衔主演，2017年8月4日于中国大陆上映。

## 演员列表

### 主要演员
| 演员姓名      | 角色名称      | 介绍                                                                             |
| 斯蒂芬·马布里 | 斯蒂芬·马布里 | 曾經是NBA籃球運動員，後來到中國打球                                              |
| 吴尊          | 李楠          | 找馬布里去中國打球的球探，也是楊晨、馬布里的翻譯員，因為心臟出現問題而被迫退役。 |
| 何冰          | 郑亚雷        | 北京隊的總教練，個性剛硬，但漸漸讓馬布里全權改變球隊戰略。                       |
| 郑秀妍        | 杨晨          | 馬布里的經紀人。                                                                 |
| 锦荣          | 蔣毅          | 北京隊队长，控衛。                                                               |
| 高以翔        | 楊西亞        | 北京隊大前锋，從自由身加盟的新球員，前控衛，後來成為得分後衛。                   |
| 王阳明        | 王烈麟        | 前北京隊隊長，現為廣東隊隊員, 也是外援翻譯員，曾在NBA打球。                      |
| 高云翔        |               | 酒吧老闆，但因為承諾每場北京隊勝利會全場免費送酒，令他大虧損。                   |

### 其他演员
| 演员姓名      | 角色名称     | 介绍                                                          |
| 余皑磊        | 趙騰鋼       | 廣東隊總教練。                                                |
| 王庆祥        | 郑智尚       | 鄭亞雷的父親，前北京隊總教練。                                |
| 艾倫·艾佛森   | 艾倫·艾佛森  | 马布里的朋友，跟马布里都是在96年NBA選秀出身，和在貧民窟長大。 |
| 拜伦·戴维斯   | 柯本·史密斯  | 廣東隊的外援。                                                |
| 弗兰基·费森   | 马布里的父亲 | 因心臟病病發意外過世。                                        |
| 洛瑞塔·德維尼 | 馬布里的母親 |                                                               |
| 安東·告斯     | 理查森       | 北京隊的外援。                                                |